# Liste de ministres camerounaises
Cette liste de ministres camerounaises recense, par gouvernement, toutes les femmes qui ont été membres d'un gouvernement depuis les années 1970. Elles constituent dans un premier temps des exceptions au sein de la vie politique nationale camerounaise. En 1970, Delphine Tsanga Tsogo est la première femme à faire partie d'un gouvernement camerounais, en tant que ministre adjoint de la santé publique, puis vice-ministre de la santé publique et assistance publique en 1972 et ministre des affaires sociales en 1975. Elle est la première femme politique camerounaise ministre de plein exercice.

## Gouvernement du 12 juin 1970
- Delphine Zanga Tsogo (1935-)
  - Ministre-adjoint de la santé publique entre 1970 et 1972.

## Gouvernement du 3 juillet 1972
- Delphine Zanga Tsogo (1935-)
  - Vice-ministre de la santé publique entre 1972 et 1975.

## Gouvernement du 30 juin 1975
- Delphine Zanga Tsogo (1935-)
  - Ministre des affaires sociales entre 1975 et 1984.
- Dorothy Njeuma[2] (1943-)
  - Vice-ministre de l’éducation nationale entre 1975 et 1985.

## Gouvernement du 4 février 1984
- Yaou Aïssatou
  - Ministre de la condition féminine entre 1984 et 1988.
- Isabelle Bassong
  - Vice-ministre de la santé publique entre 1984 et 1985.
- Elisabeth Tankeu
  - Vice-ministre du plan et de l'aménagement du territoire entre 1984 et 1985.

## Gouvernement du 7 juillet 1984
- Rose Zang Nguélé
  - Ministre des affaires sociales entre 1984 et 1988.

## Gouvernement du 23 janvier 1987
- Catherine Eko Ngomba 
  - Secrétaire d'État à l'éducation nationale entre 1987 et 1988.
- Isabelle Bassong
  - Secrétaire d'État à la santé publique entre 1987 et 1988.
- Elisabeth Tankeu
  - Secrétaire d'État au plan et de l'aménagement du territoire entre 1987 et 1988.

## Gouvernement du 16 mai 1988
- Yaou Aïssatou
  - Ministre des affaires sociales et de la condition féminine entre 1988 et 1997.
- Elisabeth Tankeu
  - Ministre du plan et de l'aménagement du territoire entre 1988 et 1990.

## Gouvernement du 4 septembre 1992
- Isabelle Tokpanou
  - Secrétaire d'État à l'éducation nationale entre 1992 et 2000.

## Gouvernement du 7 décembre 1997
- Yaou Aïssatou
  - Ministre de la condition féminine entre 1997 et 2000.
- Lucy Gwanmesia
  - Ministre délégué à la présidence chargé du contrôle supérieur de l'État entre 1997 et 2001.
- Marie-Madeleine Fouda
  - Ministre des affaires sociales entre 1997 et 2002.

## Gouvernement du 18 mars 2000
- Julienne Ngo Som
  - Ministre de la condition féminine entre 2000 et 2001.
- Haman Adama
  - Secrétaire d'État à l'éducation nationale entre 1992 et 2004.

## Gouvernement du 27 avril 2001
- Catherine Bakang Mbock
  - Ministre de la condition féminine entre 2001 et 2004.

## Gouvernement du 24 août 2002
- Cécile Mbomba Nkolo
  - Ministre des affaires sociales entre 2002 et 2004.

## Gouvernement du 8 décembre 2004
- Catherine Bakang Mbock
  - Ministre des affaires sociales entre 2004 et 2015.
- Haman Adama
  - Ministre de l'éducation de base entre 2004 et 2009.
- Suzanne Mbomback
  - Ministre de la promotion de la femme et de la famille entre 2004 et 2009.
- Madeleine Tchuinte
  - Ministre de la recherche scientifique et de l'innovation entre 2004 et .
- Ama Tutu Muna
  - Secrétaire d'État au commerce entre 2004 et 2007.
- Catherine Abena
  - Secrétaire d'État auprès du ministre des enseignements secondaires entre 2004 et 2009.

## Gouvernement du 7 septembre 2007
- Ama Tutu Muna
  - Ministre de la culture entre 2007 et 2011.

## Gouvernement du 30 juin 2009
- Youssouf Adidja Alim
  - Ministre de l'éducation de base entre 2009 et .
- Marie-Thérèse Abena Ondoa
  - Ministre de la promotion de la femme et de la famille entre 2009 et .
- Ananga Messina Clémentine Antoinette
  - Ministre délégué auprès du ministre de l’agriculture et du développement rural chargé du développement rural entre 2009 et .

## Gouvernement du 9 décembre 2011
- Ama Tutu Muna
  - Ministre des arts et de la culture entre 2011 et 2015.
- Jacqueline Koung à Bessike
  - Ministre des domaines, du cadastre et des affaires foncières entre 2011 et .
- Madeleine Tchuente
  - Ministre  de la Recherche scientifique et de l'innovation entre 2011 et
- Koulsoumi Alhadji
  - Secrétaire d’État aux Forêts et à la Faune entre 2011 et .
- Marie Rose Dibong
  - Secrétaire d'État auprès du ministre de l'habitat et du développement urbain chargé de l'habitat entre 2011 et .
- Youssouf Adidja Alim
  - Ministre de l'éducation de base entre 2009 et .
- Marie-Thérèse Abena Ondoa
  - Ministre de la promotion de la femme et de la famille entre 2009 et .

## Gouvernement du 2 octobre 2015
- Rose Ngwari Mbah Acha
  - Ministre délégué à la présidence chargé du contrôle supérieur de l'État entre 2015 et .
- Pauline Irène Nguene
  - Ministre des affaires sociales entre 2015 et .
- Minette Libom Li Likeng
  - Ministre des postes et télécommunications entre 2015 et
- Madeleine Tchuente
  - Ministre  de la Recherche scientifique et de l'innovation entre 2011 et
- Youssouf née Adidja Alim
  - Ministre  de l'éducation de base entre 2009 et

- Jacqueline Koung à Bessike
  - Ministre des domaines, du cadastre et des affaires foncières entre 2011 et .
- Marie-Thérèse Abena Ondoa
  - Ministre de la promotion de la femme et de la famille entre 2009 et .

## Gouvernement du 2 mars 2018
Une nouvelle équipe gouvernementale a été constituée le 2 mars 2018 par le Président de la République. C'est le quatrième gouvernement de Philémon Yang. 11 femmes font partie de ce gouvernement, dont 8 ministres, une ministre déléguée et 2 secrétaire d'état.  Il s'agit de :
- Youssouf Adidja Alim
  - Ministre de l'éducation de base entre 2009 et .
- Jacqueline Koung à Bessike
  - Ministre des domaines, du cadastre et des affaires foncières entre 2011 et .
- Rose Ngwari Mbah Acha
  - Ministre délégué à la présidence chargé du contrôle supérieur de l'État entre 2015 et .
- Marie-Thérèse Abena Ondoa
  - Ministre de la promotion de la femme et de la famille entre 2009 et .
- Pauline Irène Nguene
  - Ministre des affaires sociales entre 2015 et .
- Minette Libom Li Likeng
  - Ministre des postes et télécommunications entre 2015 et
- Madeleine Tchuente
  - Ministre  de la Recherche scientifique et de l'innovation entre 2011 et
- Pauline Irène Nguene
  - Ministre des affaires sociales entre 2015 et .

- Pauline Nalova Lyonga Egbe
  - Ministre  des enseignements secondaires entre 2018 et .

- Rose Mbah Acha Fomudam
  - Ministre délégué à la présidence, chargé du Contrôle supérieur de l’Etat entre 2015 et
- Dibong Biyong Marie Rose
  - Secrétaire d’État auprès du ministre de l’Habitat et du Développement urbain chargé de l’Habitat entre 2011 et
- Ananga Messina née Beyene Clémentine A
  - Ministre délégué auprès du ministre de l’Agriculture et de Développement rural chargé du développement rural entre 2009 et
- Koulsoumi Alhadji Boukar
  - Secrétaire d’État auprès du Ministre des Forêts et de la Faune entre 2011 et